# Подорож в Арзрум під час походу 1829 року
«Подорож в Арзрум під час походу 1829 року» («Путешествие в Арзрум во время похода 1829 года»)) — твір Олександра Пушкіна в жанрі травелога, написаний у 1829—1835 роках. Опубліковано у першому номері «Сучасника» за 1836 рік.

## Історія створення
Чергову російсько-турецьку війну, що почалася у квітні 1828 року, Олександр Пушкін та його друг Петро Вяземський зустріли з пожвавленням, хоча у листуванні і визначали її «як справа державна, а не вітчизняна» («как дело государственное, а не отечественное»), на відміну від війни 1812 року. Обидва написали прохання про зарахування в діючу армію, але обидва отримали відмови. Наступного ж дня після відмови Пушкін запросив право на виїзд за кордон, до Парижа, «на 6—7 місяців», але й у цьому йому було відмовлено.
Після цих подій була пауза, поки вже в травні 1829 року Пушкін за купленою ним самим подорожньою до Тифліса не виїхав на Кавказ. Дорогою він заїжджає до генерала Олексія Єрмолова, який перебуває у відставці, а на Кавказі його допускають до командувача Окремим Кавказьким корпусом графа Івана Паскевича і дозволяють перебування у фронтовій зоні. Можливо, таким сприянням від Пушкіна очікували патріотичних описів війни, на що потім натякала розчарована реакція Фадея Булгаріна («Північна бджола», 1830, № 35):
Ми думали, автор «Руслана і Людмили» попрямував за Кавказ, щоб насититися високими почуттями поезії, збагатитися новими враженнями й у солодких піснях передати потомству великі подвиги російських сучасних героїв. Ми думали, що великі події на Сході, що здивували світ і здобули на повагу всіх освічених народів Росії, збудять геній наших поетів, — і ми помилилися.
З поїздки Пушкін повернувся із набором дорожніх нотаток та двома віршами («З Гафізу» та «Делібаш»). З частини дорожніх нотаток він трохи пізніше склав нарис «Військова Грузинська Дорога» (опублікований 1830 року у «Літературній газеті») і більше на тему поїздки публікацій довгий час не робив.
До теми своєї поїздки 1829 року Пушкін повернувся 1835 року і докладно пояснює причини цього у спеціально написаній передмові. Того року вийшов черговий том мемуарів французького дипломата Віктора Фонтаньє «Поїздки на Схід, здійснені за дорученням французького уряду» (фр. «Voyages en Orient, entre par ordre du gouvernement français»). В описі подій російсько-турецької війни згадується, що «один поет співає, чудовою своєю уявою, у стільки славетних діяннях, свідком яких він був, знайшов сюжет не для поеми, а для сатири» (частина V — фр. <…> «un poète distingué par son imagination a trouvé dans tant de hauts faits dont il a été témoin, non le sujet d'un poème, mais celui d'une satire»). Чиї і які сатири маються на увазі, Фонтаньє прямо не вказує, проте Пушкін зрозумів це як вказівку на нього і сприйняв дуже серйозно. Тому він зібравши «все, що мною було написано про похід 1829 року», включивши туди і раніше опублікований нарис «Військова Грузинська Дорога», і опублікував із згаданою передмовою.

## Зміст
«Подорож в Арзрум» є розповіддю про подорож, яку автор зробив 1829 року разом з армією Івана Паскевича під час російсько-турецької війни. Пушкін розповідає про бойові дії, свої зустрічі з Паскевичем і Єрмоловим, у тому, як побачив арбу з тілом убитого натовпом Олександра Грибоєдова. «В нарисі Пушкіна — і тут він дуже близький Грибоєдову — перед нами не захоплений і чутливий мандрівник, а мислитель, що вільно перемикає свою увагу з одних предметів на інші.» Іноді дослідниками порушується питання, наскільки за задумом Пушкіна збігаються автор твору та головний герой.

## Значення
«Подорож…» стала результатом освоєння Пушкіним східної тематики. Вона відіграла важливу роль у формуванні образу Сходу у класичній російській літературі XIX століття.